# الجامع الكبير في المهدية

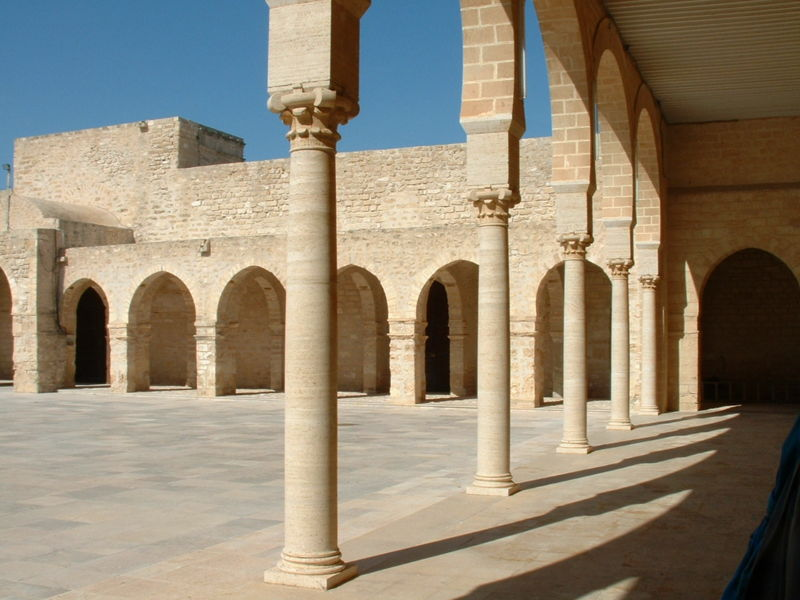

الجامع الكبير في المهدية عاصمة الدولة الفاطمية،يقع المسجد في الجزء الجنوبي من شبه الجزيرة، وقد بني عام 916م ، بعد تأسيس المدينة . ذو طراز فريد فهو كالقلعة، يستند جداره القبلي إلى السور البحري للمدينة، وقد تلطمته الأمواج حتى تصدع محرابه العتيق. وقد عرف أحداثا فيها أحرق وهُدّم وأعيد بناؤه مرارا ويتجلى ذلك في بقايا محرابه. يشتمل اليوم على قسمين: قسم وقع تجديده كليا ويتمثل في بيت الصلاة مع الرواقين الشرقي والغربي، وقسم آخر يتمثل في الرواق الجوفي والواجهة الجوفية اللذان بقيا على شكلهما الأصلي الراجع إلى عهد التأسيس. عرف بعد الاستقلال عدة تحسينات شملت المنبر الذي استعملت فيه النقوش والزخارف.

## التاريخ

### التشييد

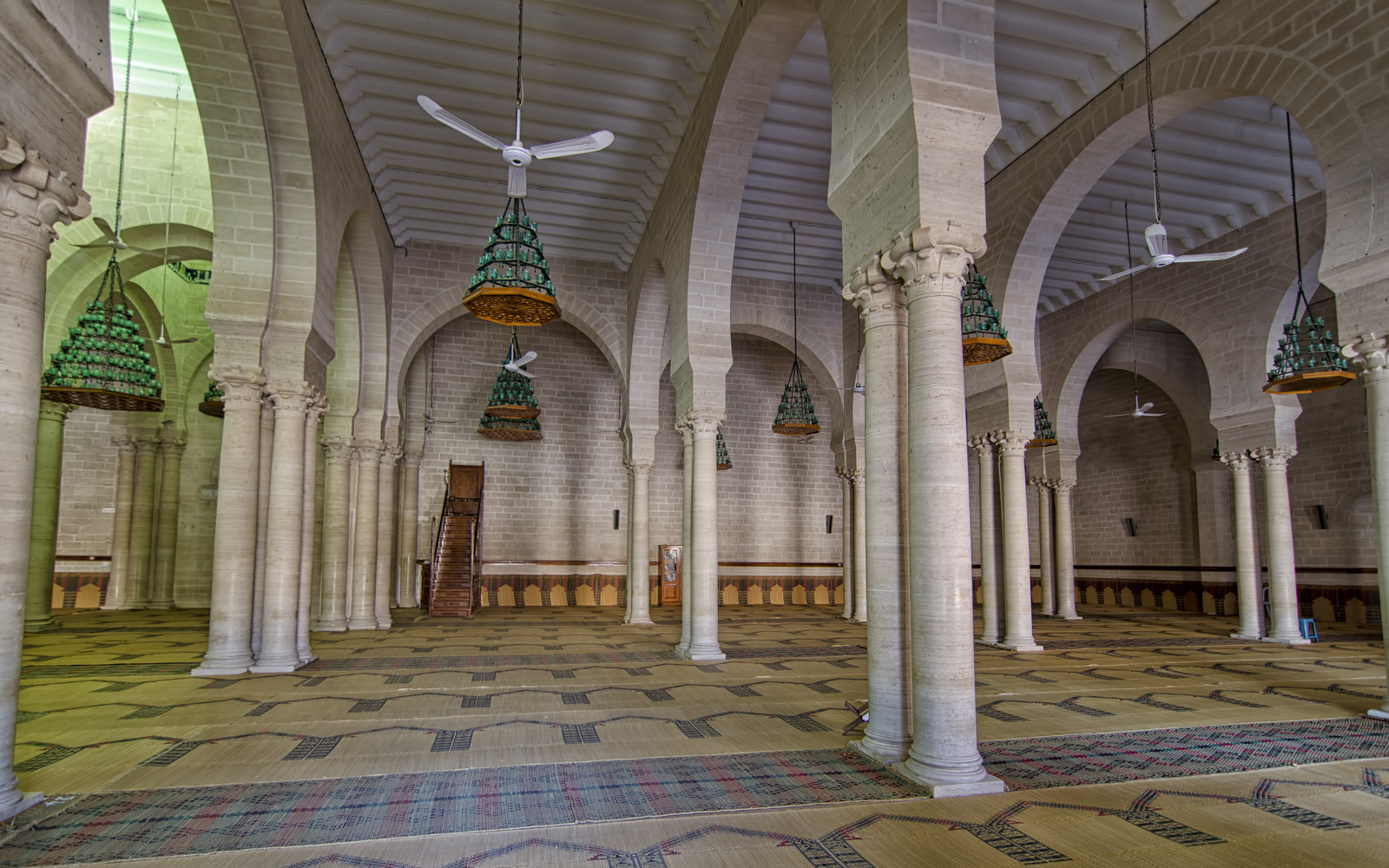

أسس الإمام الفاطمي الأول ، عبيد الله المهدي ، المهدية عام 909 ، اختار بناء المسجد في منطقة من جنوب المدينة المسورة بالقرب من مقر الخلافة.

خضع المبنى لعدة تعديلات على مر القرون وخاصة خلال الفترة العثمانية بعد تدمير المدينة من قبل شارلكان عام 1554.

### التجديد
بين عامي 1961 و1965 ، تم تجديده بالكامل من قبل المهندس المعماري الفرنسي ألكسندر ليزين ، الذي احترم إلى حد كبير الهيكل الأصلي في القرن العاشر ، تم الحفاظ على البوابة الضخمة والرواق الشمالي ، في حين أن الباقي هو نتيجة عمليات إعادة البناء.

## معرض صور

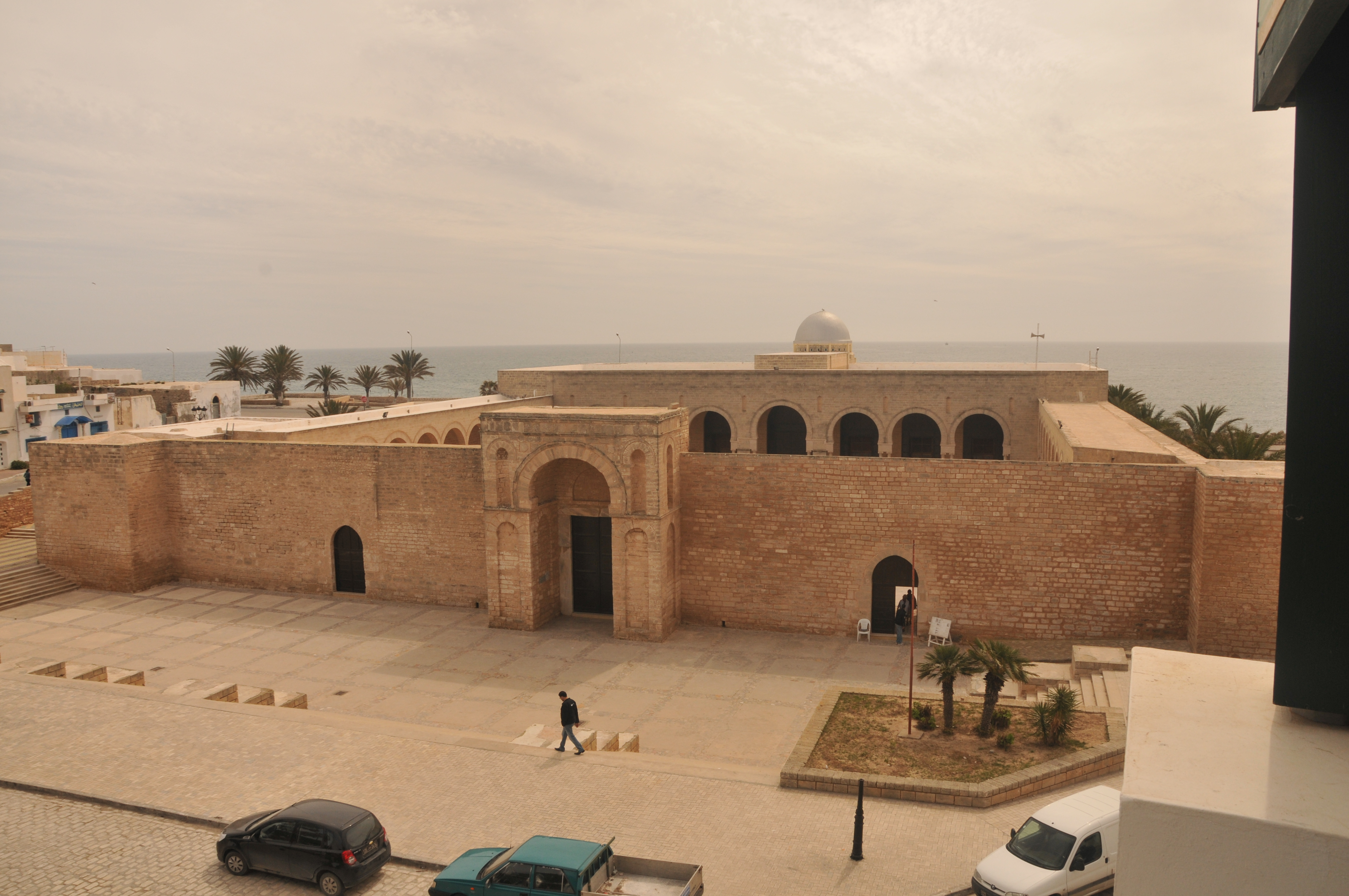
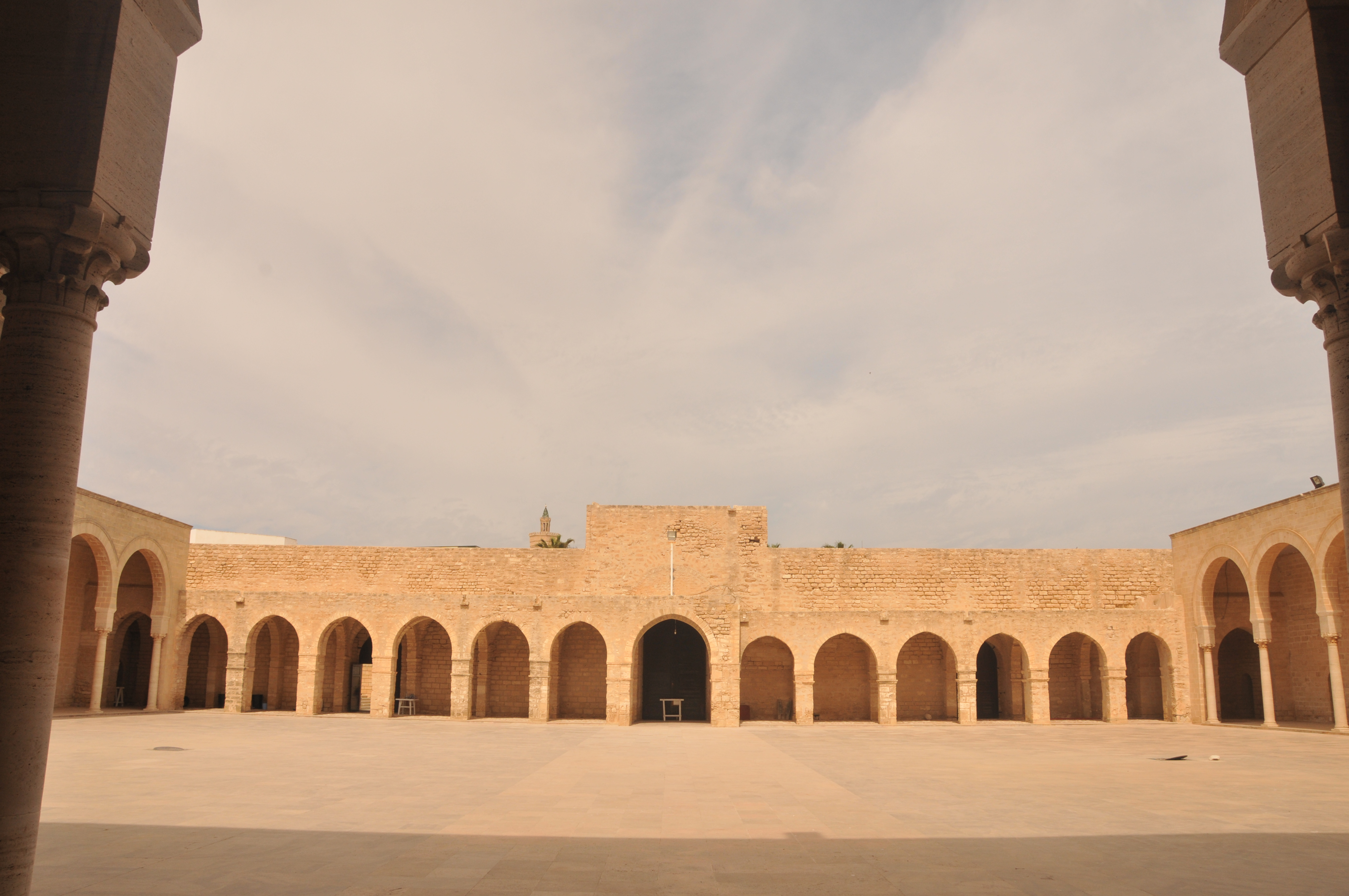
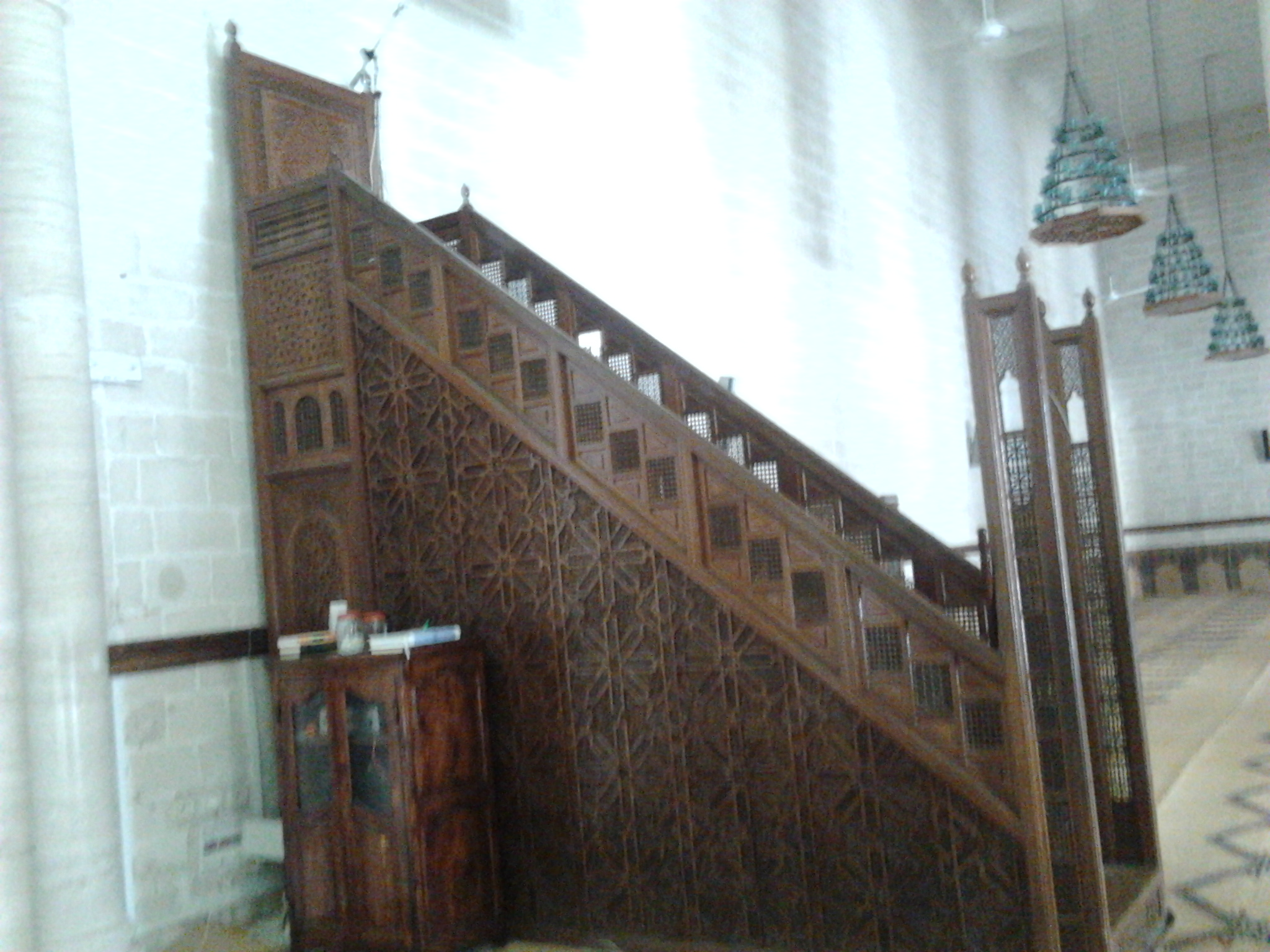

## وصلة خارجية
- الجامع الأعظم بالمهدية